# 갈산도서관 (부평구)
갈산도서관(葛山圖書館)은 인천광역시 부평구 주부토로 254에 있는 도서관이다.

## 시설
- 1층: 영유아 종합자료실, 사무실
- 2층: 초등 및 일반 종합자료실, 보존서고, 세미나실, 정기간행물, 노트북 이용석

## 도서관 이용안내 및 휴관일
- 이용시간 : 09:00~18:00 (화~일요일)
- 휴관일 : 매주 월요일 및 국가공휴일